# Camptotypus pahangensis
Camptotypus pahangensis är en stekelart som beskrevs av Alia och Idris 2006. Camptotypus pahangensis ingår i släktet Camptotypus och familjen brokparasitsteklar. Inga underarter finns listade.